# Scheuerfeld
Scheuerfeld là một đô thị thuộc huyện Altenkirchen, trong bang Rheinland-Pfalz, phía tây nước Đức. Đô thị Scheuerfeld có diện tích 2,66 km², dân số thời điểm ngày 31 tháng 12 năm 2006 là 2148 người.